# Gesine Weinmiller
Gesine Weinmiller née le 29 mai 1963 à Constance est une architecte allemande.

## Biographie
Son père est conseiller sur la propriété industrielle à la Communauté économique européenne (CEE). Gesine Weinmiller grandit à Bruxelles et au Luxembourg. De 1983 à 1988, elle étudie l'architecture à l'Université technique de Munich. En 1989, elle suit la master class de Josef Paul Kleihues à Salzbourg. De 1990 à 1992, elle travaille dans le bureau d'architecture berlinois de Hans Kollhoff. En 1992, elle ouvre son propre studio à Berlin. En 1999 Michael Großmann rejoint son cabinet. En 2019, il devient la Weinmiller Großmann Architekten PartGmbB.
De 1992 à 1994, Gesine Weinmiller est assistante à l'ETH Zurich auprès de Flora Ruchat-Roncati.
En 1993, elle concoure pour la transformation du Reichstag. Son projet est classé second, derrière celui de Norman Foster.
En 1996, elle reçoit la commande pour le Tribunal fédéral du travail à Erfurt. Elle construit  Ce bâtiment austère de quatre étages dans la capitale de Thuringe, avec son langage architectural clair et réducteur typique qui deviendra sa marque de fabrique, est sans aucun doute son chef-d'œuvre.
En 1998, son projet pour le mémorial de l'Holocauste obtient l'une des quatre premières places.
De 1999 à 2000, elle est professeure à l'Université de Wuppertal. De 2000 à 2005, elle est professeure à l'Université des Beaux-Arts de Hambourg (HfbK). Depuis 2006, elle enseigne à l'Université HafenCity de Hambourg. Elle est membre de l'Académie libre des arts de Hambourg depuis 2001.
En 2006, elle remporte le concours européen pour l'extension de l'Office fédéral de la police criminelle à Berlin-Treptow.
De 2009 à 2014, elle siège au conseil de l'EKD. De 2013 à 2017, elle est présidente du conseil consultatif du design de Wiesbaden, capitale de la Hesse. Elle est membre du jury de l'Académie allemande de Rome Villa Massimo et membre du conseil de construction de la ville de Zurich.

## Projets importants
- 1994 à 1996 : Planification, agrandissement et aménagement intérieur du nouveau bureau du président du Bundestag allemand et résidence actuelle du président fédéral
- 1996 à 1999 : Tribunal fédéral du travail à Erfurt
- 1998 à 1999 : reconstruction de la résidence officielle du Chancelier fédéral
- 2003 à 2004 : Reconstruction de l' amphithéâtre de l'Université des Beaux-Arts de Hambourg
- 2000 : L-Bank, Karlsruhe[5]
- 2001 à 2007 : Tribunal régional d'Aix-la-Chapelle
- 2017 à 2018 : Église de Galilée à Aix-la-Chapelle[6]

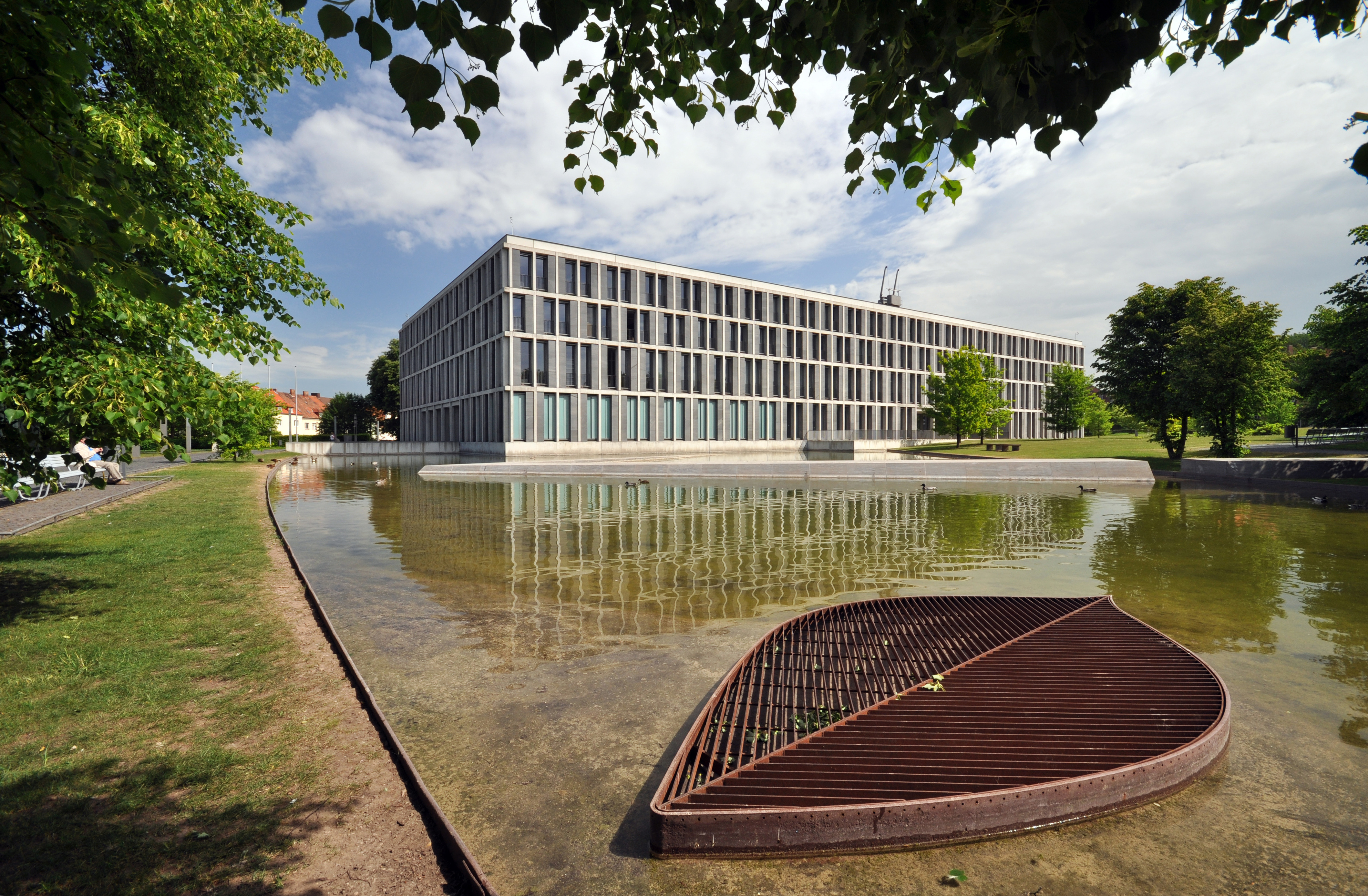
Le tribunal fédéral du travail à Erfurt en 2011.

## Prix et distinctions
- Prix du concours, Transformation du Reichstag allemand en Bundestag allemand, 1992
- Prix ETH-SEU, 1994
- Prix Mémorial de l'Holocauste à Berlin, 1998
- Bourse Eisenhower, 2000
- Prix de l'État de Thuringe pour l'architecture et le développement urbain, 2000

## Liens Internet
- Ressources relatives aux beaux-arts :   - RKDartists
  - Union List of Artist Names
- Notice dans un dictionnaire ou une encyclopédie généraliste :   - Deutsche Biographie
- Notices d'autorité :   - VIAF
  - ISNI
  - LCCN
  - GND
  - WorldCat